# Motorsportens Tripelkrone
Motorsportens Tripelkrone (engelsk: Triple Crown of Motorsport) er en uofficiel titel i motorsport, som anses som det fineste en kører kan opnå. Den vindes ved at en kører i løbet af sin karriere, vinder Monacos Grand Prix, 24 Timers Le Mans og Indianapolis 500, som anses som motorsportens tre mest ikoniske ræs.
Kun en enkelt kører nogensinde, britiske Graham Hill, har opnået at vinde alle tre ræs. Flere kører har vundet to forskellige af ræsene, men kun Hill har opnået alle tre.

## Liste over kørere
| Kører       | Monacos Grand Prix           | 24 Timers Le Mans | Indianapolis 500 |
| ----------- | ---------------------------- | ----------------- | ---------------- |
| Graham Hill | 1963, 1964, 1965, 1968, 1969 | 1972              | 1966             |

| Kører               | Monacos Grand Prix | 24 Timers Le Mans | Indianapolis 500       |
| ------------------- | ------------------ | ----------------- | ---------------------- |
| Tazio Nuvolari      | 1932               | 1933              | –                      |
| Maurice Trintignant | 1955, 1958         | 1954              | –                      |
| A. J. Foyt          | –                  | 1967              | 1961, 1964, 1967, 1977 |
| Bruce McLaren       | –                  | 1966              | 1962                   |
| Jochen Rindt        | 1970               | 1965              | –                      |
| Juan Pablo Montoya  | 2003               | –                 | 2000, 2015             |
| Fernando Alonso     | 2006, 2007         | 2018, 2019        | –                      |